# Pierre Littbarski
Pierre Michael Littbarski (* 16. dubna 1960 Západní Berlín) je německý fotbalový trenér a bývalý hráč. Byl vítězem mistrovství světa v dresu Západního Německa v roce 1990. Získal také stříbrnou medaili na mistrovstvích světa v letech 1982 a 1986.

## Hráč
Littbarski odehrál většinu aktivní hráčské kariéry v dresu 1. FC Köln. V jeho dresu vyhrál v roce 1983 Německý pohár a třikrát získal druhé místo v Bundeslize (1982, 1989 a 1990). Hrával i za Racing Club de Paris v Ligue 1 a také za JEF United a Brummel Sendai v Japonsku. Hrával na pozici podpůrného útočníka, později přešel na post útočníka.
Jeho gól ze zápasu proti Werderu Brémy z roku 1985 získal ocenění Gól roku.

## Trenér
V roce 1999 začal trénovat japonský klub Yokohama FC, a v této pozici vybojoval klubu postup do druhé ligy. V letech 2001 až 2002 působil v Německu v klubech Bayer 04 Leverkusen a MSV Duisburg. V roce 2003 se vrátil do Jokohamy, kterou vedl jednu sezónu. V letech 2005 a 2006 byl trenérem australského Sydney FC, který roku 2005 dovedl k titulu a k účasti na klubovém mistrovství světa. Později působil v japonském klubu Avispa Fukuoka íránském Saipa Teherán. Od 4. listopadu 2008 je trenérem lichtenštejnského klubu FC Vaduz.

## Úspěchy
73 zápasů za Západní Německo - 18 gólů.
- Mistrovství světa 1982:  Druhé místo
- 1984 Euro:  První kolo
- Mistrovství světa 1986:  Druhé místo
- Mistrovství Evropy ve fotbale 1988:  Semifinalista
- Mistrovství světa 1990:  Vítěz
- Pohár UEFA: Druhé místo 1986